# جبل روك ريفت
جبل روك ريفت (بالإنجليزية: Rock Rift Mountain)‏ هو جبل يقع في جبال كاتسكيل في نيويورك في الجنوب الغربي من والتون. يقع جبل تواديل في الجنوب الشرقي، ويقع جبل هوك في الشمال الشرقي من جبل روك ريفت.